# Tomàs I Àngel
Tomàs I Àngel o Tomàs Àngel-Comnè Ducas fou dèspota de l'Epir a la mort del seu pare Nicèfor I Àngel, per desig de la seva mare que, encara que era menor d'edat, en va assumir la regència i no li va importar trencar amb la voluntat del difunt el qual havia deixat aquests territoris al seu gendre Felip de Tàrent. Això va portar guerres i la mort de Tomàs, probablement a mans del seu altre cunyat, Nicolau Orsini.

## Biografia
Tomàs era fill de Nicèfor, dèspota de l'Epir i de la seva esposa Anna Cantacuzena Paleòloga, neboda de l'emperador Miquel VIII Paleòleg. El 1290 el seu cosí Andrònic II Paleòleg li va conferir la dignitat de dèspota. Els seus drets successoris es van veure en perill quan el seu pare va negociar el matrimoni de la seva filla Tamara amb Felip I de Tàrent, fill del rei de Nàpols Carles II d'Anjou i de Maria d'Hongria el 1294. Tot i que en aquestes negociacions a Felip se li va prometre heretar els drets successoris de l'Epir com a part de la dot aportada per la núvia, quan Nicèfor va morir el setembre del 1296, el juliol del 1298, la mare de Tomàs, Anna, va assumir la regència del seu fill encara menor d'edat.
Això va deixar l'Epir aïllat del seu fort aliat, Nàpols, i va quedar sense ajut exterior. Carles II va reclamar que l'Epir passés a mans de Felip i Tamara, com estava estipulat, però Anna s'hi va negar al·legant que el pacte s'havia quedat invalidat en el moment que Tamara va ser obligada a abandonar la seva fe ortodoxa. Anna va cercar llavors un altre aliat, l'Imperi Romà d'Orient, casant el seu fill Tomàs amb Anna Paleòloga, filla de Miquel IX Paleòleg. El matrimoni es va celebrar potser el 1307 o el 1313. Mentrestant Carles II va enviar tropes a l'Epir, però fou contraatacat pels epirotes en les terres dels Anjou als Balcans, que van recuperar Butrot i Naupacte el 1304–1305. Una segona invasió dels Anjou el 1307 va portar a signar un acord segons el qual a Felip de Tàrent se li cedien moltes de les fortaleses que havien estat recuperades pels epirotes durant la guerra.
L'Epir era un estat cada cop més implicat en l'òrbita d'influència de Bizanci, fins que una disputa privada entre un general epirota i un altre bizantí va trencar les relacions pacífiques i un nou conflicte entre estats va esclatar el 1315. L'exèrcit romà d'Orient va penetrar fins a Arta, Tomàs va fer empresonar la seva esposa i va fer cridar Felip de Tàrent per negociar, però abans que pogués acordar una nova aliança amb els Anjou, fou assassinat pel seu nebot el comte de Cefalònia, Nicolau I Orsini.